# Aaron Sachs Quintette
Aaron Sachs Quintette è un album discografico del clarinettista e sassofonista jazz statunitense Aaron Sachs, pubblicato dall'etichetta discografica Bethlehem Records nel marzo del 1955.
Gli stessi brani contenuti nel disco furono inseriti nell'album split (con Hank D'Amico), We Brought Our Axes (Bethlehem Records, BCP 7).

## Tracce
Lato A
1. One Track (Bennie Green, Osie Johnson)
2. Kingfish (Quincy Jones, Lionel Hampton)
3. Helen (Aaron Sachs)

Lato B
1. Conversation (Aaron Sachs)
2. If You Are But a Dream (Nat Bonx, Jack Fulton, Moe Jaffe)
3. The Bullfrog (Quincy Jones)

## Musicisti
- Aaron Sachs - clarinetto, sassofono tenore
- Danny Bank - sassofono baritono
- Urbie Green - trombone
- Barry Galbraith - chitarra
- Clyde Lombardi - contrabbasso
- Osie Johnson - batteria
- Quincy Jones - arrangiamenti (brani: Kingfish, If You Are But a Dream e The Bullfrog)

Note aggiuntive
- Tom Dowd - ingegnere delle registrazioni
- Burt Goldblatt - fotografia e copertina album